# Philocopra pusilla
Philocopra pusilla är en svampart som beskrevs av Mouton 1886. Philocopra pusilla ingår i släktet Philocopra och familjen Lasiosphaeriaceae.   Inga underarter finns listade i Catalogue of Life.